# Lisa-Maria Moser
Lisa-Maria Moser (* 28. März 1991 in Graz) ist eine ehemalige österreichische Tennisspielerin.

## Karriere
Moser gewann im Juni 2013 beim ITF-Turnier in Scharm asch-Schaich ihren ersten Titel und stand nur eine Woche später am selben Ort wieder im Finale. Ihr Debüt auf der WTA Tour gab sie mit einer Wildcard wenige Wochen später in Bad Gastein, wo sie ihre ersten beiden Partien für sich entscheiden konnte. Dabei profitierte sie, mit 6:2 und 4:3 in Führung liegend, allerdings von der verletzungsbedingten Aufgabe der an Nummer 1 gesetzten Deutschen Mona Barthel.

## Turniersiege

### Einzel
| Nr. | Datum              | Turnier             | Kategorie   | Belag     | Finalgegnerin   | Ergebnis |
| --- | ------------------ | ------------------- | ----------- | --------- | --------------- | -------- |
| 1.  | 9. Juni 2013       | Scharm asch-Schaich | ITF $10.000 | Hartplatz | Sylwia Zagórska | 6:2, 6:4 |
| 2.  | 27. September 2014 | Antalya             | ITF $10.000 | Hartplatz | Claudia Giovine | 7:5, 6:4 |

### Doppel
| Nr. | Datum          | Turnier | Kategorie   | Belag     | Partnerin   | Finalgegnerinnen                  | Ergebnis |
| --- | -------------- | ------- | ----------- | --------- | ----------- | --------------------------------- | -------- |
| 1.  | 25. April 2015 | Iraklio | ITF $10.000 | Hartplatz | Anna Bondár | Fatma Al-Nabhani Sharrmadaa Baluu | 6:3, 7:5 |

## Weltranglistenpositionen am Saisonende
| Jahr   | 2009 | 2010 | 2011 | 2012 | 2013 | 2014 | 2015 | 2016 | 2017 | 2018 | 2019 |
| ------ | ---- | ---- | ---- | ---- | ---- | ---- | ---- | ---- | ---- | ---- | ---- |
| Einzel | -    | -    | 827  | 1098 | 324  | 406  | 587  | 841  | -    | -    | 1075 |
| Doppel | 907  | -    | -    | -    | 830  | 543  | 955  | -    | -    | -    | -    |